# Верхахт, Тобиас

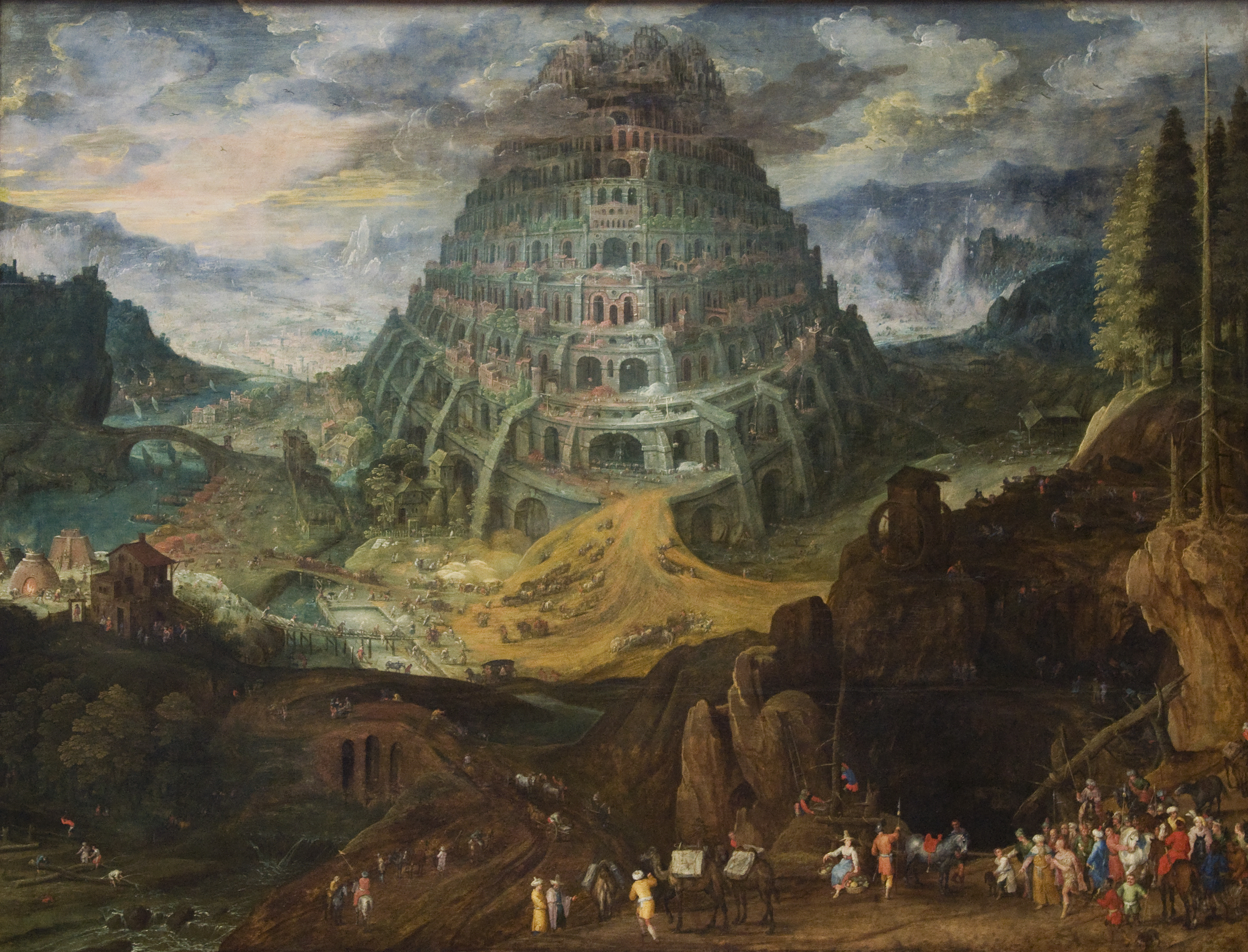
Тобиас Верхахт. Вавилонская башня

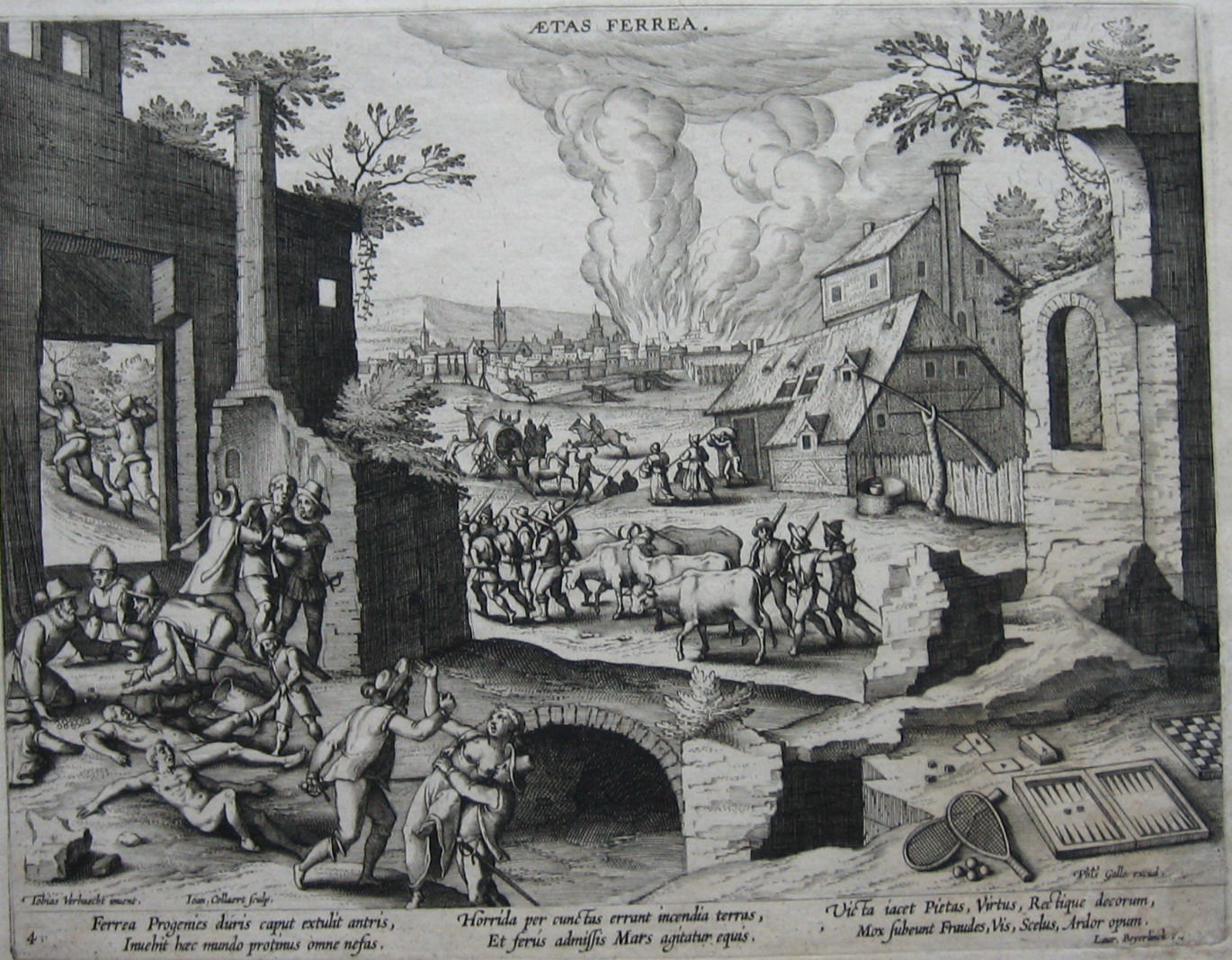
Тобиас Верхахт. Железный век

Тобиас Верхахт, или Тобиас ван Хахт (нидерл. Tobias Verhaecht; 1561, Антверпен — 1631) — фламандский живописец и график, пейзажист  эпохи барокко.

## Биография
В основном известен как пейзажист, писавший картины в стиле маньеризма. В живописи Верхахта ощущается влияние Иоахима Патинира.
Большую часть своей молодости Верхахт провёл во Флоренции, где он выполнял работы для Франческо I, великого герцога Тосканы, и в Риме, где он заслужил репутацию замечательного художника пейзажа и мастера фрески.
В 1590 году художник был принят в гильдию Святого Луки Антверпена.
В 1591 году женился на Сюзанне ван Моккенборх (ум. 1595).
Около 1592 года Верхахт стал первым учителем Питера Пауля Рубенса, приходившегося ему дальним родственником со стороны жены. Рубенс учился у него около двух лет, но затем перешёл к Адаму ван Ноорту, потому что его больше интересовала живопись, а не пейзаж. Среди других учеников Верхахта были его сын Виллем ван Хехт, Жак Бакерель, Мартен Рикарт, Гирарт ван Бемель, Адриан Даеп, Леонард Шемп, Корнелис Бол, Питер ван ден Хек и Абрахам Маттис.
В 1594 году Верхахт получил заказ на проектирование декораций для торжественного въезда в Антверпен эрцгерцога Эрнста Австрийского (1553—1595).
Кроме пейзажей, кисти художника принадлежит известная картина о строительстве Вавилонской башни (в собрании Эрмитажа) и много рисунков.
Верхахт был активным членом местной палаты риторики — Violieren, связанной с гильдией Святого Луки, для которой он написал комедию в 1620 году.